# 長勝寺 (足立区)
長勝寺（ちょうしょうじ）は、東京都足立区伊興にある日蓮宗の寺院。

## 歴史
1622年（元和8年）または1659年（万治2年）、宮城清左衛門吉重の開基である。宮城吉重の先祖は千葉勝胤に仕えており、先祖の主君である勝胤の菩提を弔うために創建したという。
寺宝には、千葉氏ゆかりの寺ということから妙見菩薩像が安置されている。所属宗派の日蓮宗も妙見菩薩とは縁の深い関係にある。また墓地には「千葉次郎勝胤の墓」というものがある。武蔵千葉氏が建立した下総千葉氏当主・千葉勝胤の墓であり、下総千葉氏と武蔵千葉氏のつながりを示すものとして足立区登録有形文化財になっている。なお、千葉勝胤の墓は伊興二・三丁目交差点付近にあった長勝寺の寺領から2007年（平成19年）末に境内に移設されたものである。

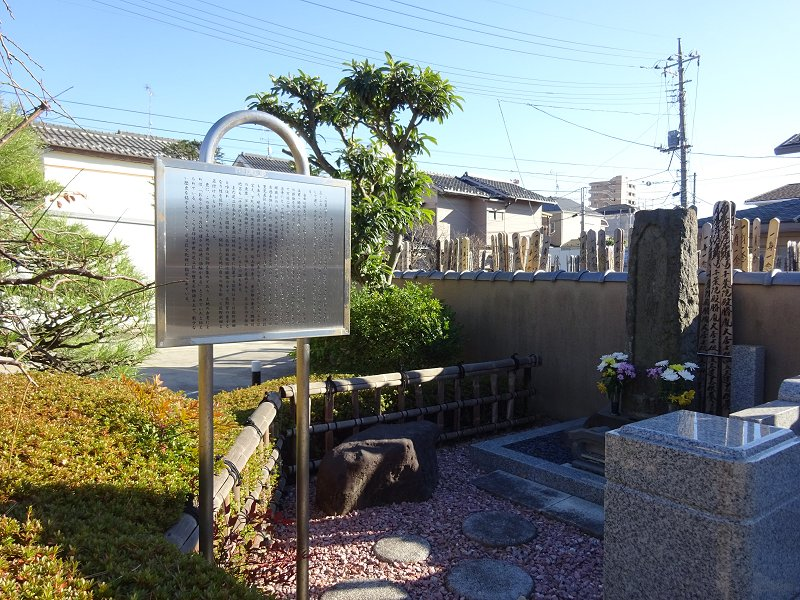
千葉次郎勝胤の墓

## 交通アクセス
- 竹ノ塚駅より徒歩8分。